# إرنست شفارتز (عالم أحياء)
إرنست شفارتز (بالألمانية: Ernst Schwarz)‏ (و. 1889 – 1962 م) هو عالم أحياء، وعالم حيوانات، وأستاذ جامعي ألماني، ولد في فرانكفورت، توفي عن عمر يناهز 73 عاماً.

## التعليم
تعلم في جامعة لودفيغ ماكسيميليان في ميونخ
.